# الكراديف (خنفر)

تعديل مصدري - تعديل

الكراديف هي إحدى قرى عزلة جعار بمديرية خنفر التابعة لمحافظة أبين، بلغ تعداد سكانها 541 نسمة حسب تعداد اليمن لعام 2004.